# John Venn
John Venn (Kingston upon Hull, 4 de agosto de 1834 - Cambridge, 4 de abril de 1923) fue un matemático y lógico británico miembro de la Real Sociedad de Londres. Es especialmente conocido por su método de representación gráfica de proposiciones (según su cualidad y cantidad) y silogismos conocidos como diagramas de Venn. Estos permiten una comprobación de la validez o invalidez de un silogismo. Posteriormente fueron utilizados para mostrar visualmente las operaciones más elementales de la teoría de conjuntos.

## Biografía
John Venn nació el 4 de agosto de 1834 en Hull, Yorkshire. Su madre, Martha Sykes, provenía de Swanland, cerca de Hull, y murió mientras John era aún muy pequeño. Su padre era el reverendo Henry Venn, quien en la época en que nació John era el rector de la parroquia de Drypool, cerca de Hull. Henry Venn venía de una familia distinguida. Su abuelo, el Reverendo John Venn, había sido rector de Clapham en el sur de Londres. Había sido el líder de la Secta de Clapham, un grupo de cristianos evangélicos que promovían la reforma de la prisión y la abolición de la esclavitud y de los deportes crueles.
El padre de John Venn jugó también un papel prominente en el movimiento evangélico. La Society for Missions in Africa and the East (Sociedad de las Misiones en África y Oriente) fue fundada por la clerecía evangélica de la Iglesia de Inglaterra en 1790, actualmente conocida como Church Missionary Society. Henry Venn fue secretario de la Sociedad desde 1841. Se mudó a Highgate, cerca de Londres, con el fin de llevar a cabo sus deberes. Allí mantuvo su posición hasta su muerte.
John Venn fue criado de manera estricta. Se esperaba que siguiera la tradición familiar como ministro cristiano. Después de pasar un tiempo en la Escuela de Highgate, entró en el Gonville and Caius College, de Cambridge, en 1853. Se graduó en 1857 y pronto fue elegido profesor adjunto de la escuela.
Se convirtió en sacerdote anglicano en 1859. En 1862 regresó a Cambridge como profesor de lógica y filosofía. Renunció al sacerdocio en 1883, tras llegar a la conclusión de que el anglicanismo era incompatible con sus creencias.
El área de mayor interés para Venn era la lógica, y publicó tres textos sobre el tema. Escribió The Logic of Chance (Lógica del Azar), que introdujo la teoría de frecuencia de la probabilidad, en 1866; Symbolic Logic (Lógica Simbólica), que presentaba los diagramas de Venn, en 1881; y The Principles of Empirical Logic (Los Principios de la Lógica Empírica), en 1889.
En 1883, Venn fue elegido miembro de la Royal Society. En 1897, escribió una historia de su College (College: Facultad, universidad) llamada The Biographical History of Gonville and Caius College, 1349–1897. Comenzó una compilación de notas biográficas de alumnos de la Universidad de Cambridge, trabajo que continuó su hijo John Archibald Venn (1883-1958), publicado como Alumni Cantabrigienses, en 10 volúmenes, entre 1922 y 1953.
Falleció en 1923, a la edad de 88 años, en Cambridge, y fue sepultado en el cercano cementerio de la Iglesia Trumpington.

## Algunas publicaciones
Venn compiló Alumni Cantabrigienses, un registro biográfico de exmiembros de la Universidad de Cambridge. Su trabajo incluye:
- «Consistency and Real Inference». Mind 1 (1). enero de 1876.
- Symbolic Logic. Londres: Macmillan and Company. 1881. ISBN 1-4212-6044-1.
- «On the Employment of Geometrical Diagrams for the Sensible Representation of Logical Propositions». Proc. of the Cambridge Philosophical Society 4: 47-59. 1880.
- The Logic of Chance: An Essay on the Foundations and Province of the Theory of Probability, with Especial Reference to Its Application to Moral and Social Science (First edición). Londres y Cambridge: Macmillan. 1866..
- Caius College. Londres: F. E. Robinson & Company. 1901.
- Caius, John (1904).  John Venn, ed. The Annals of Gonville and Caius College. impreso para la Cambridge Antiquarian Society, comercializado por Deighton, Bell & Co.
- Annals of a Clerical Family: Being Some Account of the Family and Descendants of William Venn, Vicar of Otterton, Devon, 1600-1621. Cambridge: Cambridge University Press. 1904. ISBN 978-1-108-04492-9.
- On Some of the Characteristicsof Belief. Londres y Cambridge: MacMillan an Co. 1870.

## Conmemoraciones

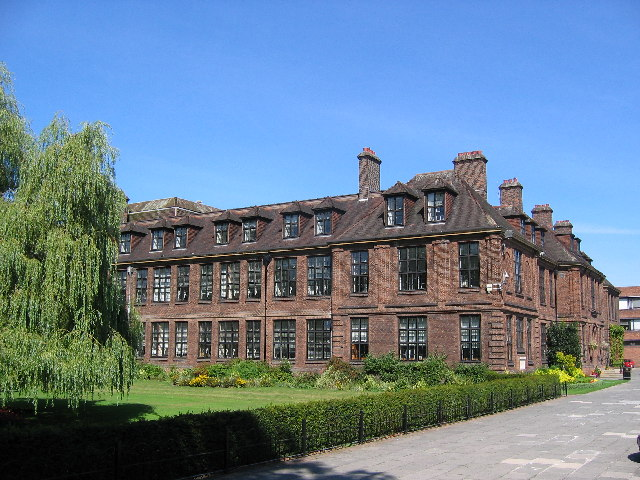
El Edificio de Venn creado en la Universidad de Hull en conmemoración a John Venn

- John Venn fue conmemorado en la Universidad de Hull con la creación de un edificio con su nombre: "Edificio de Venn", construido en 1928.[10]

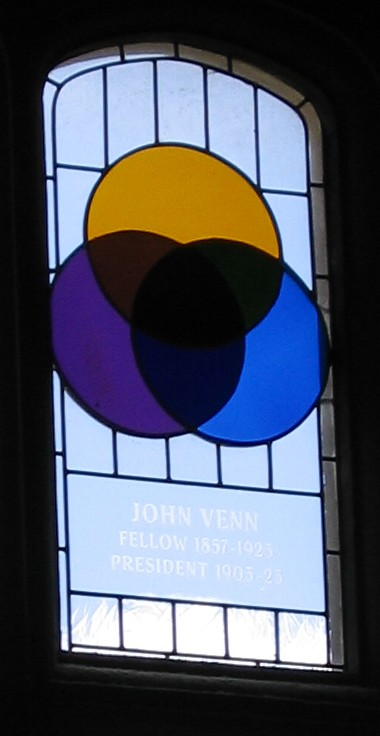
Diagrama de Venn en un ventanal del Colegio de Gonville y Gaius, conmemorando a su creador

- Un ventanal en el comedor del Colegio Gonville and Caius College, Cambridge, conmemora el trabajo de Venn.[11][12]